# YUBA liga 1971-1972
La YUBA liga 1971-1972 è stata la 28ª edizione del massimo campionato jugoslavo di pallacanestro maschile. La vittoria finale è stata ad appannaggio della Stella Rossa.

## Regular season
|     | Squadra                | G  | V  | P  | PF    | PS    | Pt. | Qualificazione |
| --- | ---------------------- | -- | -- | -- | ----- | ----- | --- | -------------- |
| 1.  | Stella Rossa Belgrado  | 22 | 17 | 5  | 1.986 | 1.832 | 34  |                |
| 2.  | Jugoplastika Spalato   | 22 | 17 | 5  | 1.928 | 1.736 | 34  |                |
| 3.  | Lokomotiva Zagabria    | 22 | 14 | 8  | 1.956 | 1.874 | 28  |                |
| 4.  | Radnički Belgrado      | 22 | 14 | 8  | 2.007 | 1.955 | 28  |                |
| 5.  | Rabotnički Skopje      | 22 | 11 | 11 | 1.769 | 1.752 | 22  |                |
| 6.  | Partizan Belgrado      | 22 | 11 | 11 | 1.810 | 1.802 | 22  |                |
| 7.  | AŠK Lubiana            | 22 | 10 | 12 | 1.917 | 1.863 | 20  |                |
| 8.  | OKK Belgrado           | 22 | 10 | 12 | 1.758 | 1.763 | 20  |                |
| 9.  | Borac Čačak            | 22 | 9  | 13 | 1.964 | 1.951 | 18  |                |
| 10. | Zadar                  | 22 | 7  | 15 | 1.793 | 1.926 | 14  |                |
| 11. | Željezničar Karlovac   | 22 | 7  | 15 | 1.743 | 1.913 | 14  |                |
| 12. | Oriolik Slavonski Brod | 22 | 5  | 17 | 1.621 | 1.885 | 10  | retrocesso     |

### Spareggio
| Squadra 1             | Risultato | Squadra 2            |
| --------------------- | --------- | -------------------- |
| Stella Rossa Belgrado | 75 - 70   | Jugoplastika Spalato |

| YUBA liga 1971-1972     |
| ----------------------- |
| Stella Rossa 12º titolo |

## Formazione vincitrice
| N° | Naz.                  | Ruolo | Sportivo             |  | Alt. |  |
| -- | --------------------- | ----- | -------------------- |  | ---- |  |
|    | Jugoslavia (bandiera) |       | Goran Rakočević      |  |      |  |
|    | Jugoslavia (bandiera) |       | Zoran Lazarević      |  |      |  |
|    | Jugoslavia (bandiera) |       | Ivan Sarjanović      |  |      |  |
|    | Jugoslavia (bandiera) |       | Božidar Pešić        |  |      |  |
|    | Jugoslavia (bandiera) |       | Vladimir Cvetković   |  | 196  |  |
|    | Jugoslavia (bandiera) |       | Života Bogosavljević |  |      |  |
|    | Jugoslavia (bandiera) |       | Dragan Kapičić       |  | 198  |  |
|    | Jugoslavia (bandiera) |       | Ljubodrag Simonović  |  | 195  |  |
|    | Jugoslavia (bandiera) | C     | Dragiša Vučinić      |  |      |  |
|    | Jugoslavia (bandiera) |       | Zoran Latifić        |  |      |  |
|    | Jugoslavia (bandiera) |       | Tihomir Pavlović     |  |      |  |
|    | Jugoslavia (bandiera) | P     | Zoran Slavnić        |  | 180  |  |
|    | Jugoslavia (bandiera) |       | Risto Kubura         |  |      |  |
|    | Jugoslavia (bandiera) |       | Ljupče Žugić         |  |      |  |
|    | Jugoslavia (bandiera) |       | Bogosav Stefanović   |  |      |  |
|    | Jugoslavia (bandiera) | All.  | Bratislav Đorđević   |  |      |  |